# Balgooien
Balgooien of ballengooien, is een oude (Noord-Limburgse) traditie die vrijwel alleen in de regio van Horst voorkomt. Het balgooien vindt plaats op de eerste zondag na de carnaval. Pasgetrouwde stellen gooien op de eerste zondag van het vasten na de hoogmis (11.00 uur) snoepgoed en fruit uit het raam naar de kinderen die buiten staan te wachten en die hard: bal, bal, bal, staan te roepen. Ook het boerenbruidspaar (carnaval) doet mee.
Meestal wordt het balgooien gehouden bij de huizen van de pasgetrouwde stellen. In sommige dorpen vindt het balgooien plaats op een centraal punt. In Melderslo wordt het gedaan voor de trappen van de kerk en in Horst wordt het gedaan op het Wilhelminaplein bij het gemeentehuis.

## Oorsprong en ontstaan van de traditie
Hoe oud het balgooien is, valt niet vast te stellen. Volgens het Dagblad voor Noord-Limburg beklaagde het Horster gemeentebestuur er zich in 1836 over dat de bevolking tijdens het balgooien meer belangstelling had voor alcohol dan voor fruit. Verdere aanwijzingen over de ouderdom van het balgooien zijn niet bekend. 
Behalve over de ouderdom is ook weinig bekend over de oorsprong van het balgooien. Verschillende verklaringen doen de ronde, maar van geen enkele kan worden bewezen dat het de juiste is. Sommigen zeggen dat het balgooien diende als compensatie voor de jeugd in de tijd dat Horst nog geen officieel carnaval vierde. Anderen beweren dat jonggehuwden met het balgooien Gods zegen willen afsmeken om hun huwelijk met kinderen te zegenen. In die visie zou balgooien dus een vruchtbaarheidsrite zijn. Dat verklaart het gooien van vruchten – symbool van vruchtbaarheid – uit het slaapkamerraam naar jonge kinderen. Moeten we deze verklaring geloven dan zou balgooien, net als carnaval, dus een heidense afstamming hebben. 